# 려명거리 빌딩
려명거리 빌딩(표준어: 여명거리 빌딩)은 조선민주주의인민공화국 평양직할시 룡남산지구에 위치한 오피스 빌딩이다. 2016년에 착공하여 2017년에 완공하였다.